# Erwin Jaskulski
Erwin Jaskulski (* 24. September 1902 in Czernowitz; † 10. März 2006 in Honolulu) war ein österreichischer, in den 1950er Jahren nach Hawaii ausgewanderter Senioren-Leichtathlet, der zwischen 1997 und 2004 mit mehreren Sprint-Weltrekorden für Furore sorgte. Er war der erste über 100-Jährige, der wettkampfmäßig die 200-Meter-Strecke lief, und außerdem an einem einzigen Tag über 100, 200 und 400 Meter startete.

## Lebenslauf
Erwin Jaskulski verlor früh seine Eltern. Bereits 1913 war er Vollwaise und wurde bis zu seinem 14. Lebensjahr in einem Kinderheim erzogen. Anschließend siedelte er nach Wien über, um sich an der dortigen Kadettenschule zum Offizier ausbilden zu lassen. Nach dem Ende der k.u.k.-Monarchie verdiente er sich sein Geld im Bereich von Handel und Industrie. Nebenbei erlernte er sechs Fremdsprachen und arbeitete schließlich als Dolmetscher, besonders in den Jahren des Zweiten Weltkriegs, die er hauptsächlich in Frankreich zubrachte. Nach Kriegsende kehrte er nach Wien zurück und trat in die Dienste der amerikanischen Besatzung. 1954 wanderte er nach Hawaii aus, wo er rund zwanzig Jahre lang für KHON TV tätig war.
Jaskulski war begeisterter Skiläufer. Da er diese Sportart auf Hawaii jedoch nicht betreiben konnte, wurde er Bergsteiger und trat dem Hawaiian Trail and Mountain Club bei. Im Laufe seiner rund 50-jährigen Mitgliedschaft legte er insgesamt etwa 10.000 Meilen zurück. Da er stets seine Skistöcke mitführte, erhielt er den Spitznamen „Ski Poles“. Mit zunehmendem Alter verschlechterten sich seine Augen jedoch so sehr, dass er Hindernisse nicht mehr erkennen konnte und Gefahr lief, auf unausgebauten Wegen zu stürzen. Daher riet man ihm, seine sportlichen Aktivitäten auf Stadionbahnen zu verlegen. Im Jahr 1997 ließ sich der inzwischen 95-Jährige, der über 70 Jahre lang keine sportlichen Wettkämpfe mehr bestritten hatte, zur Teilnahme an den Aloha State Games überreden. Dort vollbrachte er eine Sensation, indem er den 100-Meter-Weltrekord in seiner Altersklasse um mehr als 14 Sekunden verbesserte. Seinen Kommentar dazu gab er in lateinischer Sprache ab: „Veni, vidi, vici!“
Im Jahr 2004 erschien er im Sportdress zum Aloha Masters Tournament, verzichtete jedoch auf einen Start, da er seine Sehkraft weitgehend verloren hatte und die Laufbahnbegrenzung nicht mehr erkennen konnte. Die Zuschauer verabschiedeten ihn mit Standing Ovations.
Er erhielt zahlreiche Einladungen zu Talk Shows, wie z. B. in die von Jay Leno, die er jedoch mit der Begründung ablehnte, es lohne sich nicht, so weit zu fliegen, nur um ein bisschen zu reden (anstatt zu laufen).
Erwin Jaskulski wurde zweimal zum hawaiischen Senioren-Sportler des Jahres gekürt.
Er starb an Altersschwäche in seiner Wohnung, wo er sich bis zuletzt allein versorgt hatte. Für die Ehe war er nach eigener Aussage nicht geschaffen, was seine zweite Frau, eine Hawaiierin, nach der Scheidung bestätigt haben soll. Aus seiner ersten Ehe (1939–1947) gingen zwei Söhne, Jörg und Wolf, hervor, die in Österreich leben.

## Weltrekorde
- M95:
  - 100 m in 24,01 s am 1. Mai 1999

Der Rekord wurde 2005 von dem Japaner Kozo Haraguchi auf 21,69 s verbessert.
  - 200 m in 57,98 s am 17. Juli 1999
  - 400 m in 2:38,64 min am 24. September 2000
- M100:
  - 100 m in 36,49 s (bisher 43 s) und
  - 200 m in 2:07,85 min (erste registrierte 200-m-Zeit in dieser Altersgruppe überhaupt) am 16. November 2002 in Honolulu.

Diese Leistungen sind umso beachtlicher, wenn man bedenkt, dass es in Strömen regnete und Jaskulski überdies Verletzungen am Arm und an beiden Knien hatte, nachdem er beim Aufwärmen über einen Startblock gestolpert war. Beide Rekorde wurden 2004 von Philip Rabinowitz auf 30,86 s bzw. auf 1:17,59 min verbessert.
  - 400 m in 3:40,97 min am 13. März 2003